# Колач од шљива
Колач од шљива односи се на широк спектар колача који се обично праве са сувим воћем као што су рибизла, суво грожђе, султаније или суве шљиве, а понекад и са свежим воћем. Постоји широк спектар популарних колача и пудинга од шљива. Пошто се значење речи „шљива“ променило током времена, многи предмети који се називају колачи од шљива и популарни у Енглеској од најмање осамнаестог века сада су постали познати као воћни колачи.
Колачи од шљива направљени од свежих шљива дошли су са другим мигрантима негде другде, у којима се колач од шљива припрема користећи шљиву као примарни састојак. У неким верзијама, шљиве могу да се замене џемом или да током процеса кувања шљива претвори у смесу налик џему. Колач од шљива припремљен са шљивама је такође део ашкенаске јеврејске кухиње, а назива се Pflaumenkuche или Zwetschgenkuchen. Други колачи на бази шљива налазе се у француској, италијанској и пољској кухињи.

## Термин
Изрази „колач од шљива“ и „воћни колач“ си у неким језицима синонимни. Пошто се сушено воће користи као заслађивач и свако сушено воће се некада описивало као „шљиве“, многи колачи од шљива и пудинзи од шљива не садрже воће од шљиве које је сада познато под тим именом. (Пудинг од шљива је слично, богатије јело припремљено од сличних састојака, кувано на пари.)  Термин „шљива“ се првобитно односио на суве шљиве, суво грожђе или грожђе. Тако су такозване шљиве од којих се праве енглески пудинзи од шљива „увек биле суво грожђе, а не дебељушкасто сочно воће које име сугерише данас“.
На староенглеском, израз plūme настао је „од средњовековног латинског pruna, од латинског prunum, што се изједначило са значењем речи „орезати“. Prune на модерном француском значи шљива, тако да колачи од шљива имају називе као што су tarte aux prunes. На енглеском, пруне се користи за сушене шљиве, а када их модерни колачи користе као примарни састојак, могу се назвати колачем од шљива или врстом колача од шљива.

## По региону

### Британија
Колач од шљива се историјски односи на рани тип и стил воћних колача у Енглеској настао од око 1700. године  Коришћене су суво грожђе и рибизле које су се на енглеском језику од око 1660. године називале шљивама  Различите врсте сушеног воћа (углавном рибизле и суво грожђе) биле су познате у енглеској кухињи кроз трговину са Левантом и Медитераном, али пре него што су постале доступне кроз „без проблема“ увоза из Аустралије, Јужне Африке и Калифорније, њихова припрема захтевала је „огромну количину количина рада ... на рачун грубих и готових метода по којима је воће брано, сушено, паковано и извезено“.
Године 1881. пуковник Хенри-Херберт је рекао да је добар енглески колач од шљива... национална институција. Елизабет Дејвид је написала да су „божићно млевено месо и божићни пудинг и колач од шљива тако типични примери енглеске наклоности према мешавинама зачињеног воћа да је готово непотребно укључивати рецепте за њих...“
До Првог светског рата, колачи, укључујући колаче од шљива, пекли су се заједно са векнама хлеба. „Мања торта или колач се може убацити или извући након што је печење почело, али подигнута пита са добро заштићеним странама или велика торта од шљива трајаће најмање колико и векне хлебе, а искусне домаћице праве их у величинама да то учине."

### Европа
Енглеска врста колача од шљива једе се и на европском копну, иако се тамо „колач са шљивама“ чешће односи на печене колаче направљене са свежим а не сувим воћем.
У француском кулинарству, шљиве су саставни део значајне традиције припреме колача: „...широм округа Лоир, Дордоњ, Лот и Перигорд. Ретко је било прослава које нису укључивали неку врсту колача од шљива или мирабелле, направљен од свежих или сувих шљива или џема у зависности од годишњег доба." Шљива Мирабеле је специфична сорта која се користи за прављење Tarte aux mirabelles (тарта од шљива).
Немачки колач од шљива, познат као Zwetschkenkuchen, прави се широм земље, иако је пореклом из области Баварске. У рецепту кувара Роберта Керијера за њега, основа је направљена од пецива са квасцем, а не од често коришћеног прхког теста, јер тесто са квасцем „упија сок од шљива, а да се не покисне“.
У Италији је колач од шљива познат по енглеском називу, печен у рерни користећи суво воће и често јогурт.
Пољска верзија колача од шљива, која такође користи свеже воће, позната је као Placek z Sliwkami.

### Индија
У Индији се колач од шљива спрема у време божићних празника и може садржати додатне састојке као што је рум.

### Сједињене Америчке државе
Колач од шљива у САД потиче из традиција енглеских досељеника и припреман је у енглеском стилу у величинама које се крећу од мањих, који се најчешће спремају за празновање Дванаесте ноћи и Божића, до великих, као што су венчања. Ова оригинална верзија колача од шљива у Сједињеним Америчким Државама описивани је као доминатна посластица за славља у периоду америчког грађанског рата.
Током колонијалних времена пре америчке револуције Muster колачи су печени у великом броју за мушкарце које су британске трупе позивале на војну обуку. Након америчке револуције жене би пекле ове колаче у огромним количинама како би мотивисале мушкарце да присуствују градским састанцима и изборима. Тако је постао познат као изборни колач. Припремала се са рибизлом, сувим грожђем, меласом и зачинима, а касније се у рецепту додавала ракија. Изборни колачи су обично били дизани квасцем. У Новој Енглеској, велики изборни колачи тешки око 12 lb (5,4 kg) традиционално би се служило док су се чекали резултати избора. Наведено је да се први објављени рецепт за изборни колач објављен 1796. године у American Cookery.
После 1830. ово јело се често називала воћна торта/колач или црна торта.